# Lassaâd Saïdi
 (juillet 2015).
Si vous disposez d'ouvrages ou d'articles de référence ou si vous connaissez des sites web de qualité traitant du thème abordé ici, merci de compléter l'article en donnant les références utiles à sa vérifiabilité et en les liant à la section « Notes et références ».
Lassaâd Saïdi (né en octobre 1951) est un pédagogue, professeur de mouvement et de théâtre, metteur en scène et fondateur de l'école internationale de théâtre Lassaad à Bruxelles qu'il dirige depuis 1983. Il est dans la même continuité que l’enseignement qu’il a défendu auprès de Jacques Lecoq.
Lassaâd Saïdi est l'un des seuls à posséder l’original du Masque neutre, résultat de la collaboration entre Jacques Lecoq et le sculpteur italien Amleto Sartori.

## Biographie

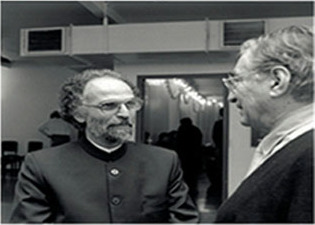
Saïdi et Lecoq lors de la soirée de l'école Lecoq à Paris en 1995

Lassaâd Saïdi commence son parcours artistique, jeune lycéen, et le confirme plus tard à l'université. Il entreprend des études supérieures de théâtre au conservatoire de Tunis, où il obtiendra le premier prix lors de sa remise de diplôme et une bourse d’état lui permettant de poursuivre ses études à l’étranger.
Il choisit l'école de théâtre Jacques Lecoq à Paris. À la fin de sa formation, il entame la 3e année pédagogique en assistant Jacques Lecoq et enseigne auprès de lui avant d’avoir fini son cursus.
Il va collaborer étroitement avec Jacques Lecoq pendant dix ans.

### Metteur en scène
En 1996, il crée avec son épouse Sylvie Richir la Compagnie Lassaad où il mettra en scène La Femme du boulanger d'après l'œuvre de Marcel Pagnol. Elle fut jouée entre autres au Festival d'Avignon au Théâtre de Béliers et à Grenoble au Théâtre de Grenoble. Une adaptation avec un décor sobre (un tapis et 7 chaises disposées de chaque côté du quadrilatère seront son espace de jeu),.